# مهر و موم پاپ

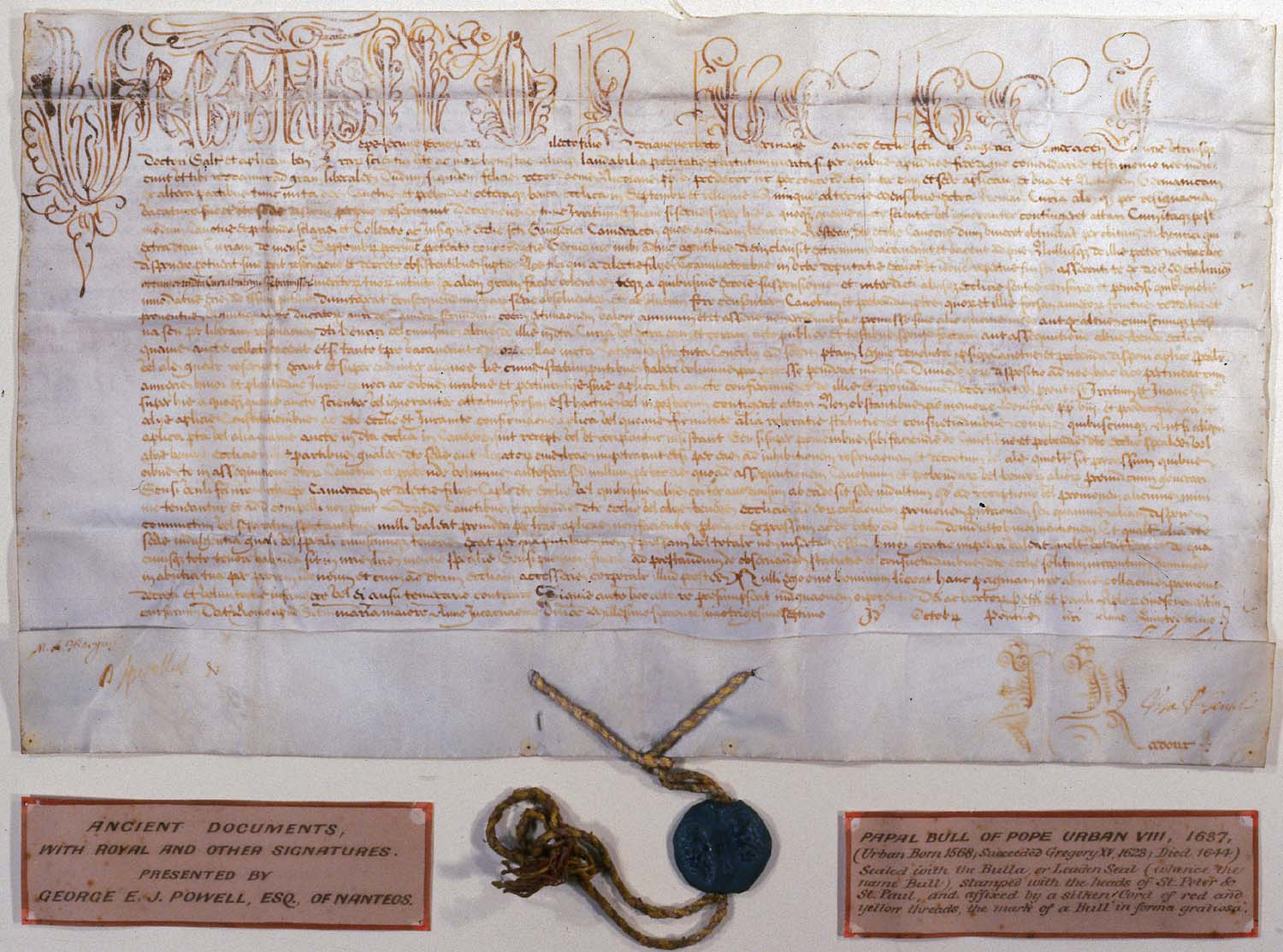
بولای پاپ اوربان هشتم، ۱۶۳۷، مهر و موم شده با بولای سربی

مهر و موم پاپ (انگلیسی: Papal bull) یک نوع فرمان عمومی، نامه‌های فرمان علنی یا منشور (قانون) است که توسط پاپ کلیسای کاتولیک صادر شده‌است. نام آن مهر از (بولا) بولای سربی که به‌طور سنتی به منظور احراز اعتبار به انتهای آن اضافه می‌شد، گرفته شده‌است.